# Яблонец (Житомирская область)
Я́блонец (укр. Яблунець) — посёлок в Звягельском районе Житомирской области Украины.

## Географическое положение
В 80 км к северо-западу от Житомира.

## История
Возникло как лютеранское поселение.
В дореволюционный период селение входило в Барашевскую волость Житомирского уезда Волынской губернии, после окончания гражданской войны и административно-территориальной реформы — вошло в состав Житомирской области.
В ходе Великой Отечественной войны в 1941—1943 годы село находилось под немецкой оккупацией.
В январе 1989 года численность населения составляла 1 497 человек.
По состоянию на 1 января 2013 года численность населения составляла 1146 человек.